# Jarosław Wróbel
Jarosław Wróbel (ur. 4 października 1965 w Katowicach) – polski ekonomista i menedżer związany z energetyką, był wiceprezesem (2020–2021) i p.o. prezesa zarządu Polskiego Górnictwa Naftowego i Gazownictwa (2020), w latach 2023–2024 był prezesem zarządu Energa Obrót S.A.. Jest generalnym dyrektorem górniczym II stopnia.

## Życiorys
Absolwent IV Liceum Ogólnokształcącego im. Stanisława Staszica w Sosnowcu. Na Akademii Ekonomicznej w Katowicach ukończył studia z ekonomii (1985–1990) oraz studium doktoranckie (1995–1998). Ponadto ukończył także studia podyplomowe w zakresie doskonalenia zawodowego w energetyce (1998) na Wydziale Elektrycznym Politechniki Warszawskiej. W 2011 uzyskał dyplom Executive MBA Gdańskiej Fundacji Kształcenia Menadżerów (Uniwersytet Gdański i RMS Erasmus University), a w 2013 – certyfikat Post-MBA w zakresie strategicznego zarządzania finansami Gdańskiej Fundacji Kształcenia Menadżerów (Uniwersytet Gdański i SBS Swiss Bussiness School).
Od 1992 związany z energetyką. W latach 1992–1993 pracował w Elektrobudowie S.A w Katowicach jako główny specjalista ds. planowania i analiz. W latach 1993–1999 pracował w Elektrociepłowni „Będzin” S.A., gdzie odpowiadał za opracowanie i wdrożenie programu restrukturyzacji oraz przygotowanie i przeprowadzenie pierwszego procesu prywatyzacji kapitałowej w polskiej elektroenergetyce, który zakończył się uplasowaniem akcji spółki na Giełdzie Papierów Wartościowych w Warszawie.
Od 2002 zatrudniony na stanowiskach menedżerskich w spółkach Grupy Kapitałowej PGNiG. W latach 2003–2013 pełnił funkcję wiceprezesa ds. ekonomicznych Górnośląskiej Spółki Gazownictwa, w której był pomysłodawcą i sponsorem programu wdrożenia platformy wspomagającej obsługę procesów z wykorzystaniem systemów klasy ERP i CIS (ang. Customer Information System). W latach 2016–2018 był prezesem zarządu Polskiej Spółki Gazownictwa, następnie w latach 2020–2021 był przewodniczący jej rady nadzorczej. Pod jego kierownictwem PSG opracowała i wdrożyła strategiczny pakiet zmian dla polskiego gazownictwa dystrybucyjnego na lata 2016–2022, zwany konstytucją dla gazownictwa.
W latach 2018–2020 był prezesem zarządu i dyrektorem naczelnym spółki ORLEN-Południe. Był współtwórcą oraz sponsorem programu budowy w ORLEN Południe S.A. – biorafinerii, na bazie Rafinerii w Trzebini oraz Rafinerii w Jedliczu, będącej centrum kompetencyjnym w zakresie biokomponentów oraz biopaliw dla Grupy Kapitałowej ORLEN.
W latach 2020–2021 pełnił funkcję wiceprezesa zarządu PGNiG oraz członka Rady Dyrektorów PGNiG Upstream Norway AS. W ramach PGNiG odpowiadał m.in. za krajowy program produkcji i dystrybucji biometanu oraz projekt fuzji PKN ORLEN z GK PGNiG po stronie PGNiG. 5 czerwca 2020 wraz z Jerzym Kwiecińskim z ramienia PGNiG S.A. podpisał aneks do Kontraktu Jamalskiego z Gazpromem, na bazie którego w dniu 1 lipca tego samego roku Gazprom zwrócił nadpłatę na rzecz PGNiG w wysokości 1,5 mld USD tj. około 6,2 mld PLN. W październiku 2020 rada nadzorcza PGNiG S.A. podjęła uchwałę o powierzeniu mu obowiązków prezesa zarządu. W listopadzie 2020 przestał pełnić obowiązki prezesa PGNiG, pozostając na stanowisku wiceprezesa spółki do marca 2021. 
W latach 2021–2022 był wiceprezesem zarządu Grupy Lotos S.A. ds. inwestycji i innowacji, funkcję tę pełnił do lipca 2022, kiedy zakończyła się fuzja spółki z Orlenem. 
W tym okresie czasu nadzorował m.in. proces przekształcenia LOTOS Petrobaltic S.A. w spółkę świadczącą usługi serwisowe i inwestycyjne dla realizowanego Programu Morskiej Energetyki Wiatrowej. W latach 2021–2022 pełnił rolę sponsora projektu (po stronie Grupy LOTOS S.A.) nadzorującego budowę kompleksu polimerów w Policach w ramach wspólnego przedsięwzięcia Grupy AZOTY S.A. oraz Grupy LOTOS S.A. W latach 2020–2022 była to największa inwestycja chemiczna w Polsce o wartości szacowanej na około 7 mld. PLN. Pełnił rolę Sponsora Projektu po stronie Grupy LOTOS S.A. budowy bloku CCGT w Gdańsku o mocy 450 MWe w ramach wspólnego projektu z PKN ORLEN S.A. i ENERGA S.A. w latach 2021–2022. Także w latach 2021–2022 z ramienia Grupy LOTOS S.A. był Sponsorem Projektu Instalacji Hydrokrakingowego Bloku Olejowego (HBO) o wielkości produkcji olejów ponad 400 tys. ton i wartości inwestycji ok. 1,4 mld PLN, oraz Projektu morskiego terminala przeładunkowego olejów, paliw i biokomponentów na Martwej Wiśle o wartości ok. 0,5 mld PLN. 
W sierpniu 2022 został powołany na funkcję wiceprezesa zarządu Energa Obrót S.A., a od lutego 2023 do kwietnia 2024 pełnił funkcję prezesa tej spółki. W latach 2023–2024 był inicjatorem i Sponsorem Programu Transformacji Energa Obrót S.A. 
Od grudnia 2023 do kwietnia 2024 pełnił funkcję drugiego wiceprezesa w spółce ORLEN Synthos Green Energy sp. z o.o. oraz jej spółkach celowych.
W latach 2021–2024 był członkiem Rady Nadzorczej Anwil S.A., natomiast w latach 2022–2024 zasiadał w Radzie Nadzorczej LOTOS Petrobaltic S.A..
We wrześniu 2022 został powołany na członka Konwentu Gospodarczego przy Związku Uczelni w Gdańsku im. Daniela Fahrenheita w kadencji na lata 2022–2024. W styczniu 2023 został powołany do Rady Fundatorów Kasy im. Józefa Mianowskiego Fundacja Popierania Nauki. W marcu tego samego roku został wybrany do Rady Zarządzającej XVII kadencji Towarzystwa Obrotu Energią.
Od listopada 2023 jest członkiem Stowarzyszenia Absolwentów Uniwersytetu Ekonomicznego w Katowicach – COLLEGIUM.

## Postępowanie prokuratorskie
W 2021 Wirtualna Polska poinformowała o prokuratorskim zawiadomieniu wobec Jarosława Wróbla, które okazało się nieprawdziwe, co potwierdził wyrok Sądu Okręgowego w Warszawie i nakazał publikację sprostowania na stronie portalu.
W 2023 umorzono postępowanie prokuratorskie w sprawie o rzekome niedopełnienie obowiązków i podejrzenie nadużycia uprawnień w spółce PSG przez Jarosława Wróbla. W związku z umorzeniem postępowania oraz na skutek kroków prawnych, podjętych przez niego w stosunku do Orlen S.A., jako następcy prawnego PGNiG S.A., spółka wystosowała komunikat do mediów przepraszając go za naruszenie jego dóbr osobistych poprzez zainicjowanie przez zarząd PGNiG w 2021 bezpodstawnego postępowania karnego, opartego na niepełnych i nieprawdziwych informacjach oraz przekazanie nieprawdziwych informacji mediom.

## Stopnie górnicze
- Dyrektor Górniczy III Stopnia, grudzień 2008, nr dyplomu 12/112/2008
- Dyrektor Górniczy II Stopnia, listopad 2011, nr dyplomu 24/24/2011
- Generalny Dyrektor Górniczy III Stopnia, listopad 2016, nr dyplomu 2/18/2016
- Generalny Dyrektor Górniczy II Stopnia, listopad 2020, nr dyplomu 3/38/2020

## Odznaczenia i wyróżnienia
- Odznaka Honorowa Za Zasługi dla Województwa Opolskiego za istotny wkład w utworzenie, rozwój i promocję Muzeum Gazownictwa w Paczkowie, legitymacja nr 69/2016 (2016)[40][6][4];
- tytuł Złoty Inżynier 2017 w konkursie „Przeglądu Technicznego” (2017)[41]
- honorowa szpada górnicza (2017)[4][6];
- Odznaka Honorowa Zasłużony dla Przemysłu Naftowego i Gazowniczego za całokształt prac włożonych w modernizację przemysłu naftowego i gazowniczego w Polsce, nr odznaki: 7700 (2022)[4][6];
- Medal Komisji Edukacji Narodowej za wkład w rozwój i promocję Michalickiego Zespołu Szkół Ponadpodstawowych im. ks. Bronisława Markiewicza w Miejscu Piastowym, w tym za stworzenie pracowni do chemii, astrofizyki, języka angielskiego, biologii, oraz uruchomienie klasy o profilu petrochemicznym, nr odznaki: 181913 (2022)[4][6];
- Odznaka Honorowa za Zasługi dla Energetyki w uznaniu zasług dla rozwoju energetyki, nr 12774/2023 (2023)[4][6];
- Odznaka Honorowa za Zasługi dla Rozwoju Gospodarki Rzeczypospolitej Polskiej w uznaniu zasług poniesionych na rzecz rozwoju gospodarki Rzeczpospolitej Polskiej, numer dyplomu ZRG-70/1/2023 (2023)[4][6];
- Odznaka honorowa „Zasłużony dla Górnictwa RP” w uznaniu zasług dla rozwoju górnictwa, Nr 2/70/2023 (2023)[4][6].